# Asociación Mundial de Futsal
La Asociación Mundial de Futsal (AMF) es una de las organizaciones internacionales que regulan la práctica del fútbol de salón a nivel mundial. Fue fundada en diciembre de 2002, en Asunción, Paraguay, con el objeto de ocupar el espacio de competencia que temporalmente la Federación Internacional de Fútbol de Salón (FIFUSA) dejó, debido a la suspensión de actividades entre 2003 y 2015 por motivos políticos. Desde entonces, la entidad se hizo cargo de la organización del deporte. 
A la reciente fundada AMF se adhirieron las organizaciones pertenecientes a la PANAFUTSAL, y la mayoría de entidades que conformaron la FIFUSA. No obstante, la AMF ha organizado seis campeonatos mundiales masculinos de mayores. Estos son Paraguay 2003, Argentina 2007, Colombia 2011, Bielorrusia 2015, Argentina 2019 y México 2023.
Desde su fundación, la organización mantuvo el monopolio de la regulación y práctica del fútbol de salón en el marco de la variante reglamentaria de la FIFUSA original. Pero este contexto finalizó en julio de 2022, cuando se celebró el Congreso Internacional de Fútbol de Salón en Bucaramanga, Colombia, del que participaron delegados de 15 países de cuatro continentes que pertenecían a la AMF. El mismo ordenó la reactivación deportiva de la Federación Internacional de Fútbol de Salón, que estuvo interrumpida durante más de 20 años, y su consecuente ruptura de dirigentes y federaciones adherentes con la AMF.
Como consecuencia del mencionado Congreso, se presentó una división en el fútbol de salón y actualmente existen dos federaciones internacionales que intentan regular este deporte compitiendo entre sí. Una de esas organizaciones es la Asociación Mundial de Futsal y la otra es la refundada Federación Internacional de Fútbol de Salón, generando una disputa mundial que dio origen a la guerra AMF vs. FIFUSA por el dominio del fútbol de salón.

## Historia
El fútbol de salón es un deporte creado en Uruguay en 1930. En 1965, se creó la Confederación Sudamericana de Fútbol de Salón (CSFS), primera organización internacional del deporte, en 1971 se fundado la Federación Internacional de Futbol de salón (FIFUSA), En 1982 la FIFUSA organizó de manera directa el primer mundial de futbol de salón y en los años posteriores organizó  6 campeonatos mundiales más hasta que suspendió sus actividades en el año 2003, como consecuencia de lo anterior se creó la  Asociación Mundial de Futsal (AMF) para ocupar el espacio que dejó la FIFUSA.
La FIFUSA y la FIFA mantuvieron un conflicto por el uso del nombre "fútbol", que se resolvió en la década de 1980, reservando "fútbol sala" sólo para las actividades realizadas bajo supervisión de la FIFA. A raíz de ello, la FIFUSA decidió en 1985, denominar al deporte como "futsal"; nombre que luego también ha sido usurpado por la misma FIFA.
La FIFUSA, firmó en el año 2000 una carta de intención con la FIFA para integrarse a la misma. Sin embargo, el acuerdo no prosperó y la FIFUSA suspendió sus actividades en el año 2003, los miembros de la FIFUSA crearon una nueva asociación del deporte a la que se unieron las federaciones nacionales de otros continentes. De este modo, en diciembre de 2002 se fundó la Asociación Mundial de Futsal (AMF), integrada por la mayoría de las federaciones pertenecientes a la FIFUSA. 
Desde su fundación ha organizado 6 mundiales masculinos: Paraguay 2003, Argentina 2007, Colombia 2011, Bielorrusia 2015 , Argentina 2019 y México 2023  además de los mundiales femeninos de: Corrientes 2006 (Argentina, torneo piloto), Reus 2008 (España), Barrancabermeja 2013 (Colombia) y Balaguer 2017 (España). A su vez ha organizado la copa del mundo en Rusia 2007, el mundial infantil Quito 2003, los mundiales sub-20 de Concepción 2014 y Valledupar 2018, además del mundial sub-17 de Paraguay 2016. Por gestión de la Federación Colombiana de Fútbol de Salón, entidad adscrita a la AMF, se logró incluir el futsal en los Juegos Mundiales de Cali 2013 como deporte de exhibición, de paso inscribiendo a la AMF ante la entidad organizadora de los juegos como regidora oficial del futsal: la Asociación Internacional de Juegos Mundiales (IWGA en inglés), entidad que a su vez es apoyada por el Comité Olímpico Internacional (COI), organizador de los Juegos Olímpicos, ganando de mano a la FIFA en el propósito de incluir más adelante este deporte en el programa olímpico.
La sede mundial de la AMF se encuentra en la ciudad de Asunción, Paraguay. Su presidente es el paraguayo Rolando Alarcón, y los vicepresidentes, Jaime Arroyave Rendón (Colombia), Namdev Sampat Shirgaonkar (India), Nakwalekwenale Doli (República Democrática de Congo), Antonio Cifuentes (Australia) y Eduardo Jordi (España, Cataluña).
La modalidad de fútbol de salón o futsal  que practica la AMF posee reglas similares al fútbol sala de la FIFA, con algunas variantes.

### Conflicto entre la FIFUSA y AMF
Desde que la FIFUSA retomó sus actividades en el año 2015 ha presentado una serie de conflictos con la AMF debido a que la AMF ha mencionado que es la sucesora legitima de la FIFUSA y por lo tanto tiene derecho a utilizar el nombre de la FIFUSA y organizar eventos en su nombre, pero por otro lado la FIFUSA afirma que no existe ningún documento oficial ni acuerdo legal que sustente la transferencia de derechos de FIFUSA a la AMF.
A sí mismo, la FIFUSA ha mencionado que continúa siendo una entidad independiente, registrada en Brasil, con reconocimiento internacional y que la AMF nació como una entidad independiente debido a la ausencia temporal de la FIFUSA en eventos deportivos, del mismo modo la FIFUSA especifica que nunca se disolvió debido a que la única manera que se aceptara una disolución era si se cumplía lo que se dispone en los estatutos en el capítulo X - DISOLUCIÓN Artículo 39 donde se especifica que para que la FIFUSA se disuelva se necesita ser acordado por nueve décimas parte de todas las Asociaciones afiliadas, y en caso de disolución las obligaciones financieras serán líquidas y se pondrán el saldo final a disposición del futbol de salón mundial.
Por otro lado, la FIFUSA menciona que la AMF nació en Paraguay en diciembre de 2002 como objeto de ocupar el espacio de la competencia que temporal la FIFUSA dejó. A este nuevo espacio de competencia se adhirieron la gran mayoría de los países pertenecientes a FIFUSA únicamente con el fin de competir, sin embargo ninguno de ellos se desafilió a la FIFUSA, según lo estipulado en el estatuto capítulo VIII DESAFILIACIÓN. Artículo 376
Tanto la AMF como la FIFUSA refundada usan y se apropian del palmarés de la FIFUSA original (1982-2000) con el apoyo de la PANAFUTSAL en los 4 últimos mundiales organizados. Todavía no se sabe cuál organización tiene presente los derechos legales de palmarés y estadísticas de la FIFUSA original.

## Autoridades

### Comisión Directiva
Las siguientes autoridades han sido elegidas para la Comisión Directiva de AMF el período 2021-2025.
| Cargo                            | Titular                   |
| -------------------------------- | ------------------------- |
| Presidente                       | Rolando Juan Alarcón Ríos |
| Vicepresidente por América       | Antenor Quitiliano        |
| Vicepresidente por Asia          | Namdev Shirgaonkar        |
| Vicepresidente por África        | Jody Van Heerdreen        |
| Vicepresidente por Oceanía       | Antonio Cifuentes         |
| Vicepresidente por Europa        | Daniel Vives              |
| Secretario General               | Wilfrido Coffi            |
| Tesorero                         | Juan Gamarra              |
| Miembro Titular por América      | Regines Van Lomwel        |
| Miembro Titular por Europa       | Mikael bourdaraud         |
| Miembro Titular por África       | Cristian Michelis         |
| Miembro Titular por Asia         | Ali Khan                  |
| Miembro Titular por Oceanía      | Benoit Versang            |
| Síndico                          | Mario Giménez             |
| Síndico Suplente                 | Cristóbal Estupiñan       |
| Tribunal Electoral Independiente | Wenerd Alexis Campos      |
| Tribunal Electoral Independiente | José Villalba             |
| Tribunal Electoral Independiente | Terso Gennari             |
| Tribunal de Justicia Deportiva   | Federico Stomba           |
| Tribunal de Justicia Deportiva   | Dr. José Ortigoza         |
| Tribunal de Justicia Deportiva   | Marcos Diniz              |
| Junta Técnica Arbitral           | Antonio Abdeljamid        |
| Junta Técnica Arbitral           | Josep González            |
| Junta Técnica Arbitral           | Pablo Rojas               |

### Presidentes
| Año       | Presidente                |
| --------- | ------------------------- |
| 2002–2025 | Rolando Juan Alarcón Ríos |

## Organización

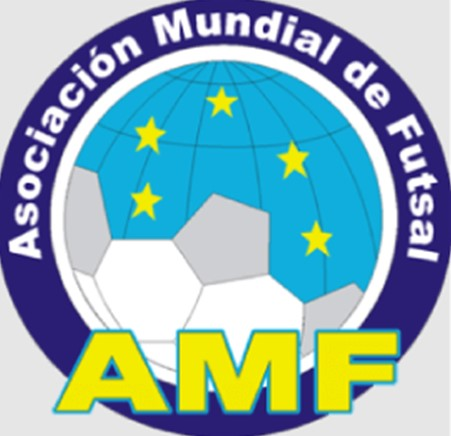
Logo de AMF

Actualmente, hay 6 confederaciones continentales afiliadas a la AMF aunque en sus inicios eran 3: la Unión Europea de Futsal (UEFS), la Confederación Panamericana de Futsal (PANAFUTSAL) y la Confederación Sudamericana de Futsal (CSFS), cuyos afiliados también están afiliados a la PANAFUTSAL. La expansión del futsal AMF llegó a Centroamérica desde el día 13 de octubre del año 2000 donde se estructuró de manera sería una nueva confederación: la Confederación Norte-Central-Caribeña de Futsal (CONCACFUTSAL), que inicialmente está formada por las asociaciones de 4 países como miembros fundadores (algunos de ellos como Colombia, Venezuela, Costa Rica, Canadá, Estados Unidos y Aruba también integran la PANAFUTSAL y en el caso de Colombia y Venezuela además de estar integrada en estas dos confederaciones también están afiliadas a la CSFS). El 26 de abril de 2013, se fundó en China Taipéi la Asian Futsal Confederation (CTFSA), con la afiliación de 14 naciones asiáticas. Cabe destacar que antes de la creación de la entidad asiática se había registrado la participación de Japón en los torneos en la época de la FIFUSA y desde que el mundial es organizado por la AMF no se habían vuelto a presentar participaciones de este continente. También se destaca la participación de algunas selecciones de África (Marruecos, Angola y RD Congo)  en los mundiales de FIFUSA/AMF, países actualmente asociados en la African Futsal Confederation (CAFUSA), fundada el 24 de octubre de 2010 con 14 Estados miembros.
Anexo a esto es una de las pocas entidades deportivas mundiales que ha afiliado federaciones cuyos estados no se encuentran oficialmente reconocidos por la comunidad internacional o federaciones regionales de comunidades autónomas pertenecientes a España: en el primer caso tendríamos a la República de Kosovo en Serbia y las Repúblicas de Abjasia y Osetia del Sur en Rusia, en el segundo caso están las comunidades autónomas españolas de Cataluña, País Vasco y Galicia; todos ellos afiliados a la UEFS, pero en el año 2017 esta asociación, debido a actos de indisciplina y desacato por parte de sus directivas, es expulsada de la AMF. En la actualidad, el representante de la AMF en el continente europeo es la Asociación de Federaciones Europeas de Fútbol de Salón (AFEFS), que se fundó en 2022, luego de la deserción de la Federación Europea de Futsal (FEF), que decidió unirse a la Federación Internacional de Fútbol de Salón (FIFUSA) con sus respectivas federaciones miembros.

### Confederaciones continentales
A nivel de continentes la AMF tiene afiliadas a las siguientes confederaciones:
| Confederación                                                  | Región                                 | Fund. | Miembros           | Sede                       | Presidente           |
| -------------------------------------------------------------- | -------------------------------------- | ----- | ------------------ | -------------------------- | -------------------- |
| Confederación Sudamericana de Futsal (CSFS)                    | Sudamérica                             | 1965  | 9                  | Asunción, Paraguay         | Mario Giménez        |
| Asociación de Federaciones Europeas de Fútbol de Salón (AFEFS) | Europa                                 | 2022  | 6                  |                            | Dani Vives           |
| Confederación Panamericana de Futsal (PANAFUTSAL)              | América                                | 1990  | 17                 | Asunción, Paraguay         | Rolando Alarcón Ríos |
| Confederación Norte-Central-Caribeña de Futsal (CONCACFUTSAL)  | América del Norte, Central y el Caribe | 2000  | 6[cita requerida]  | Willemstad, Curacao        | Wilfrido Coffi       |
| Confederación Asiática de Futsal (CATFS)                       | Asia                                   | 2013  | 14[cita requerida] | Taipéi, República de China | Gibin Kim            |
| Confederación Africana de Futsal (CAFUSA)                      | África                                 | 2010  | 15[cita requerida] | Rabat, Marruecos           | Adbellati Rhida      |

### Asociaciones y federaciones nacionales afiliadas
En la actualidad hay diversas asociaciones y federaciones nacionales de todo el mundo afiliadas a la AMF.
| País o territorio | Continente                             | Selecciones        | Federación                                                                 | Fund. | Ingreso AMF |
| ----------------- | -------------------------------------- | ------------------ | -------------------------------------------------------------------------- | ----- | ----------- |
| Australia         | Oceanía                                | Masculina Femenina | Federation of Australian Futsal (FAF)                                      | 2015  | 2015        |
| Bélgica           | Europa                                 | Masculina          | Belgian Futsal Federation (BZVB)                                           |       | 2022        |
| Bolivia           | América del Sur                        | Masculina Femenina | Federación Boliviana de Fútbol de Salón (FEBOLFUSA)                        |       |             |
| Brasil            | América del Sur                        | Masculina Femenina | Federação Nacional de Futsal do Brasil (FNFBR)                             |       | 2022        |
| Canadá            | América del Norte, Central y el Caribe | Masculina Femenina | Canadian National Futsal Association (CNFA)                                |       |             |
| Cataluña          | Europa                                 | Masculina Femenina | Federació Catalana de Futbol Sala (FCFS)                                   | 1983  | 2006        |
| Chile             | América del Sur                        | Masculina Femenina | Federación Deportiva Nacional de Futsal de Chile                           |       |             |
| Colombia          | América del Sur                        | Masculina Femenina | Federación Colombiana de Fútbol de Salón (FCFS)                            | 1974  | 2002        |
| Ecuador           | América del Sur                        | Masculina Femenina | Asociación Ecuatoriana de Futsalón (AEF)                                   |       |             |
| Estados Unidos    | América del Norte, Central y el Caribe | Masculina Femenina | USA Futsal Federation                                                      |       |             |
| Francia           | Europa                                 | Masculina Femenina | Union Nationale des Conventions de Futsal/Federation Futsal France (UNCFs) | 1988  | 2022        |
| India             | Asia                                   | Masculina          | Futsal Federation of India                                                 |       |             |
| Italia            | Europa                                 | Masculina          | Federazione Italiana de Futbol Sala (FIFS)                                 | 1987  | 2012        |
| Marruecos         | África                                 | Masculina          | Association Royale Marocaine de Futsal                                     |       |             |
| México            | América del Norte, Central y el Caribe | Masculina          | Federación Mexicana de Futsal (FMF)                                        |       |             |
| Mónaco            | Europa                                 | Masculina          | Monégasque Football Federation (FMF)                                       | 2000  |             |
| Paraguay          | América del Sur                        | Masculina Femenina | Federación Paraguaya de Fútbol de Salón (FPFS)                             | 1962  | 2002        |
| Perú              | América del Sur                        | Masculina Femenina | Asociación Peruana de Fútbol de Salón (APFS)                               | 2003  | 2016        |
| Suiza             | Europa                                 | Masculina          | Federazione Svizzera Football Sala (FSFS)                                  |       |             |
| Uruguay           | América del Sur                        | Masculina Femenina | Federación Uruguaya de Fútbol de Salón (FUFS)                              |       | 2002        |
| Venezuela         | América del Sur                        | Masculina Femenina | Comisión Venezuela AMF                                                     | 2022  | 2022        |

### Entidades desafiliadas
| País o territorio                      | Federación                                                 | Fund.                                  | Ingreso AMF                            | Egreso AMF                             | Nota                                                                                                  |                                        |
| Asociaciones y federaciones nacionales | Asociaciones y federaciones nacionales                     | Asociaciones y federaciones nacionales | Asociaciones y federaciones nacionales | Asociaciones y federaciones nacionales | Asociaciones y federaciones nacionales                                                                | Asociaciones y federaciones nacionales |
| -------------------------------------- | ---------------------------------------------------------- | -------------------------------------- | -------------------------------------- | -------------------------------------- | --- | -------------------------------------- |
| Argentina                              | Confederación Argentina de Fútbol de Salón (CAFS)          | 1965                                   | 2002                                   | 2022                                   | La federación, que se desempeñaba en la AMF, desertó para participar de la reactivación de la FIFUSA. |                                        |
| Brasil                                 | Confederación Nacional de Fútbol de Salón de Brasil (CNFS) | 1991                                   | 2002                                   | 2022                                   | La federación, que se desempeñaba en la AMF, desertó para participar de la reactivación de la FIFUSA. |                                        |
| España                                 | Asociación Española de Fútbol de Salón (AFO)               |                                        |                                        | 2022                                   | La federación, que se desempeñaba en la AMF, desertó para participar de la reactivación de la FIFUSA. |                                        |
| Francia                                | Asociación Francesa de Futsal (AFF)                        | 2014                                   | 2014                                   | 2022                                   | La federación, que se desempeñaba en la AMF, desertó para participar de la reactivación de la FIFUSA. |                                        |
| Venezuela                              | Federación Venezolana de Fútbol de Salón (FEVEFUSA)        | 1984                                   | 2002                                   | 2022                                   | La federación, que se desempeñaba en la AMF, desertó para participar de la reactivación de la FIFUSA. |                                        |
| Confederaciones continentales          |                                                            |                                        |                                        |                                        | |                                        |
| Europa                                 | Federación Europea de Futsal (FEF)                         | 2017                                   | 2017                                   | 2022                                   | La federación, que se desempeñaba en la AMF, desertó para participar de la reactivación de la FIFUSA. |                                        |
| Europa                                 | Unión Europea de Futsal (UEFS)                             | 1988                                   | 2002                                   | 2017                                   | Fue expulsada de la AMF debido a actos de indisciplina y desacato por parte de sus directivos.        |                                        |

## Torneos
| Torneo                              | Último torneo         | Campeón vigente             | Próximo torneo        |
| Selecciones absolutas               | Selecciones absolutas | Selecciones absolutas       | Selecciones absolutas |
| ----------------------------------- | --------------------- | --------------------------- | --------------------- |
| Campeonato Mundial Masculino        | México 2023           | Paraguay                    | 2027                  |
| Campeonato Mundial Femenino         | Colombia 2022         | Colombia                    | 2026                  |
| Selecciones juveniles               |                       |                             |                       |
| Campeonato Mundial Sub-20           | Cataluña 2024         | Colombia                    | 2028                  |
| Campeonato Mundial Sub-17           | Paraguay 2024         | Colombia                    | 2028                  |
| Campeonato Mundial Sub-15           | Paraguay 2021         | Brasil                      | 2025                  |
| Campeonato Mundial Sub-13           | España 2019           | Paraguay                    | Brasil 2025           |
| Clubes                              |                       |                             |                       |
| Campeonato Mundial de Clubes        | Ibagué 2025           | Albion B.B.C. Pan de Azúcar | 2026                  |
| Sudamericano de Clubes - Zona Norte | Ipiales 2025          | Solo Micro Ipiales F.S.     | 2026                  |
| Sudamericano de Clubes - Zona Sur   | Maldonado 2025        | Albion B.B.C. Pan de Azúcar | 2026                  |

1. ↑   Colombia y  Brasil mostraron su interés en organizar el Mundial Masculino en 2027.
2. ↑   Ecuador y  México son países candidatos para organizar el Mundial Sub-15.
3. ↑  Hay una alta probabilidad de que el torneo se postergue para el 2026 por temas de calendario debido al Mundial de Clubes en Colombia que se jugó en mayo y el Mundial Sub-15 que se disputará en septiembre.